# Masque Ngondo
Pour les articles homonymes, voir Ngondo.

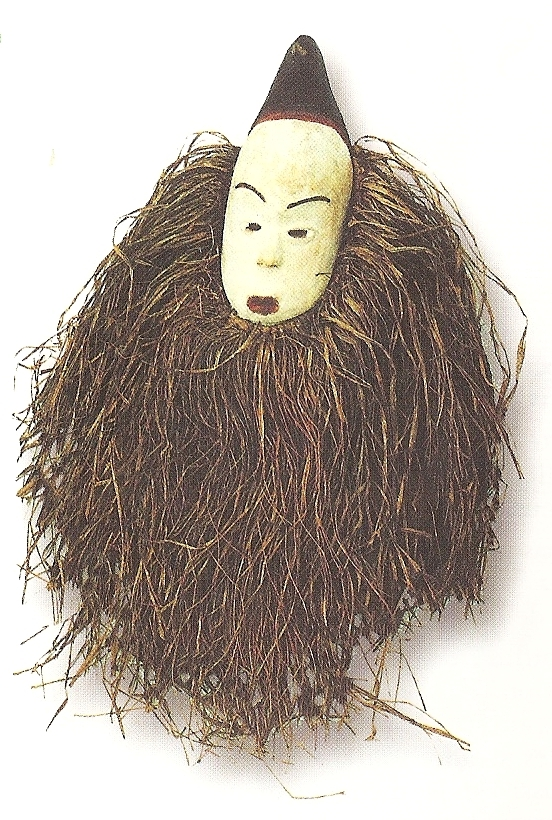
Masque Ngondo

Le masque Ngondo est un masque traditionnel gabonais originaire du groupe ethnique Mitsogo dans la région de la Ngounié (Gabon).

## Description
Le masque représenté ici mesure 34 cm de haut pour 13 cm de large. Il est taillé dans du bois tendre (bois de mokondjo) et peint en blanc (à l'aide de kaolin) et noir (par torréfaction d'une liane locale).

## Utilisation
Ce masque est utilisé uniquement dans les cérémonies masculines nocturnes de la société bwiti. Il représente le « Moghondzi ».
Il apparaît alors au cours des rites initiatiques : rites de passage (Bwiti des néophytes), rites de la mort (Bwiti de la mort) et du deuil (Bwiti des pleurs).